# Drien Rampak (Arongan Lambalek)
Drien Rampak is een bestuurslaag in het regentschap Aceh Barat van de provincie Atjeh, Indonesië. Drien Rampak telt 718 inwoners (volkstelling 2010).